# Ruissaari (ö i Södra Savolax, S:t Michel, lat 61,51, long 27,47)
Ruissaari är en ö i Finland. Den ligger i sjön Saimen och i kommunen Sankt Michel i den ekonomiska regionen  S:t Michel och landskapet Södra Savolax, i den södra delen av landet, 200 km nordost om huvudstaden Helsingfors. Öns area är 1,3 hektar och dess största längd är 180 meter i sydväst-nordöstlig riktning.